# Tropidocephala
Tropidocephala är ett släkte av insekter. Tropidocephala ingår i familjen sporrstritar.

## Dottertaxa tillTropidocephala, i alfabetisk ordning[1]
- Tropidocephala amboinenis
- Tropidocephala andropogonis
- Tropidocephala arcas
- Tropidocephala atrata
- Tropidocephala baguiodnsis
- Tropidocephala bironis
- Tropidocephala breviceps
- Tropidocephala brunnipennis
- Tropidocephala butleri
- Tropidocephala dryas
- Tropidocephala festiva
- Tropidocephala flava
- Tropidocephala flaviceps
- Tropidocephala flavovittata
- Tropidocephala formosana
- Tropidocephala gracilis
- Tropidocephala hamadryas
- Tropidocephala indica
- Tropidocephala luteola
- Tropidocephala maculosa
- Tropidocephala malayana
- Tropidocephala marginepunctata
- Tropidocephala neoamboinensis
- Tropidocephala neoelegans
- Tropidocephala neogracilis
- Tropidocephala nigra
- Tropidocephala nigrocacuminis
- Tropidocephala prasina
- Tropidocephala pseudobaguioensis
- Tropidocephala saccharicola
- Tropidocephala saccharivorella
- Tropidocephala sagitta
- Tropidocephala serendiba
- Tropidocephala signata
- Tropidocephala speciosa
- Tropidocephala tuberipennis
- Tropidocephala tyro
- Tropidocephala ucalegon
- Tropidocephala umbrina
- Tropidocephala viridula
- Tropidocephala zela
- Tropidocephala zeno